# Meigenia viatica
Meigenia viatica là một loài ruồi trong họ Tachinidae.